# 拉勒桑格勒
拉勒桑格勒（法語：Larressingle，法語發音：[laʁəsɛ̃ɡl]）是法国热尔省的一个市镇，属于孔东区。

## 地名
该地名“Larressingle”发音特殊，其发音为[laʁəsɛ̃ɡl]，不符合字母“e”在两相同辅音字母前发/ɛ/（如“verrière”，[vɛʁjɛʁ]）或/e/（如“message”，[mesaʒ]）的法语基本发音规则。

## 地理
拉勒桑格勒（43°56'41"N, 0°18'37"E）面积8.55 平方千米，位于法国奧克西塔尼大區热尔省，该省份为法国西南部内陆省份，北起顺时针与洛特-加龙省、塔恩-加龙省、上加龙省、上比利牛斯省、大西洋比利牛斯省和朗德省接壤。
与拉勒桑格勒接壤的市镇（或旧市镇、城区）包括：博蒙、卡赛涅、孔東、奥斯河畔拉罗克、穆尚。
拉勒桑格勒的时区为UTC+01:00、UTC+02:00（夏令时）。

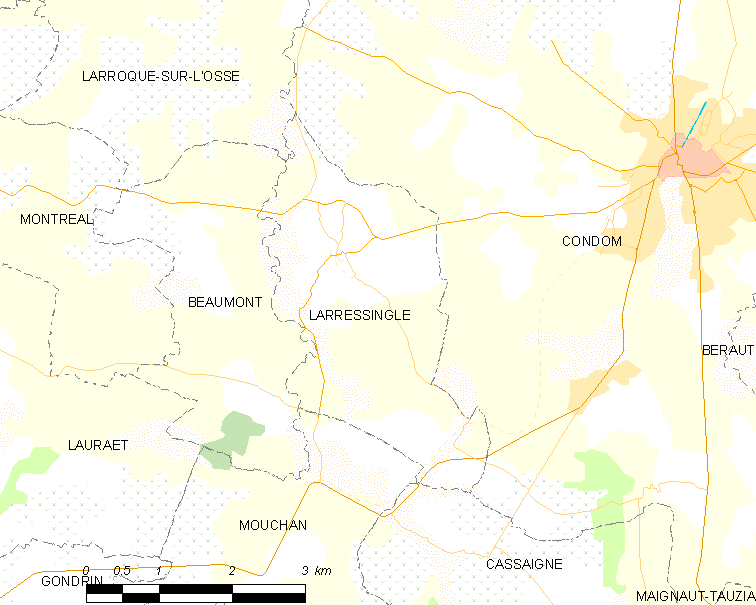
拉勒桑格勒的OSM定位图

## 行政
拉勒桑格勒的邮政编码为32100，INSEE市镇编码为32194。

## 政治
拉勒桑格勒所属的省级选区为阿马尼亚克-泰纳雷兹县。

## 人口

1962-2008年间拉勒桑格勒人口变化图示

拉勒桑格勒于2022年1月1日时的人口数量为213人。